# トレたび
トレたび（トレたび）は、交通新聞社が発行しているウェブ雑誌である。月3回の特集・連載記事の基本更新のほか、随時、JRグループを中心とした「ニュース・イベント情報」「ツアー情報」「トクトクきっぷ情報」などを配信している。

JRグループ旅客6社の企画協力により、2008年10月14日、「鉄道の日」にあわせてサイトオープン。「青春18きっぷ」や「フルムーン夫婦グリーンパス」など「トクトクきっぷ」（特別企画乗車券）を使った鉄道旅行や、JR各社が所有する駅舎や車両、鉄道遺産（博物館含む）などの情報を紹介し、鉄道・旅行の魅力を配信している。内容は上記のほかにもグルメ、鉄道関連イベント、ロケ地に使われた路線探訪など、これまでの旅行ガイドや鉄道趣味誌ではあまり取り上げられてこなかったような様々な鉄道・旅行情報を紹介している。

2009年10月から2010年3月まで、トレたび「1周年THANKS!キャンペーン」のスペシャルサイトを開設。「宝探しクイズ」や「1周年THANKS!コンテスト（写真の部・川柳の部）」、持ち運びに便利な豆本がダウンロードできる「トレたびオリジナル れっしゃまめ本」（現在も配信中）などの企画を実施した。